# Belo se pere na devetdeset
Belo se pere na devetdeset je avtobiografski prvenec slovenske novinarke in pisateljice Bronje Žakelj, ki je takoj ob izidu leta 2018 pri založbi Beletrina požel velik uspeh in v 4 letih doživel 9 ponatisov ter več kot 18.500 prodanih izvodov, s čimer je postala najbolj prodajana knjiga založbe. Avtorica je leta 2019 za delo prejela nagrado kresnik. Leta 2019 je bila največkrat izposojena knjiga slovenskega avtorja v slovenskih knjižnicah, leta 2020 pa  največkrat izposojena knjiga nasploh v slovenskih knjižnicah. Delo je prevedeno tudi v italijanski, hrvaški, makedonski in bolgarski jezik. Leta 2022 so objavili, da naj bi po knjižni predlogi posneli istoimenski film pod režisersko taktirko Marka Naberšnika.

## Vsebina
Avtobiografski roman je pretresljiva, iskrena, tragična, a pogumna izpoved pisateljice, ki svojo zgodbo začne v idiličnem otroštvu, v toplem družinskem stanovanju, ki si ga deli z mlajšim bratom Rokom, mamo Mito, očetom ter babico Dado. Z iskrivimi opisi nam pričara vzdušje na Vojkovi ulici, kjer nikoli ne zmanjka nenapovedanih, a zmeraj dobrodošlih obiskov sorodnikov in sosedov, vonja po domači peki, cigaretnega dima ter neskončnih druženj pozno v noč. 
Temu varnemu mehurčku tipičnega odraščanja v Jugoslaviji v 70-ih in 80-ih letih dvajsetega stoletja zagrozi nenadna razblinitev, ko v njihova življenja poseže rak mame Mite. Nezmožnost odraslih protagonistov, da se soočijo z determinirano diagnozo, oropa 14-letno Bronjo možnosti žalovanja, predelovanja ter izražanja čustev ob mamini smrti. In kot kasneje ugotovi, ko pri dvajsetih letih tudi sama zboli za rakom, skrivanje prave narave bolezni materi pred smrtjo, bolnici vzame svobodo in pravico do soočanja s strahom ter oblikovanje lastnega odnosa do bolezni.
Bronja se kljub temu, da jo ob najbolj prelomnih trenutkih v življenju pustijo na cedilu najbližji, vrstniki in sistem, ne preda, ne obupa, ampak se bori do konca, vsekakor tudi zaradi popotnice nekoč srečnega in varnega zavetja, ki ji ga je družina dala v ključnih trenutkih njenega otroštva. In kar ji je kasneje zmanjkalo, sama išče naprej, in zdi se, da na koncu tudi najde, prav z iskreno, surovo, a prepričljivo izpovedjo svoje zgodbe, ki je na trenutke tako tragična, da vzame sapo, na trenutke iskriva in humorna, kjer se ne boji več soočati s smrtjo, samostjo, boleznijo, vlogami svojih družinskih članov ter nenazadnje sama s sabo.

## Ocene in nagrade
- Prejemnica nagrade kresnik 2019.[8]
- Največkrat izposojena knjiga slovenskega avtorja v slovenskih knjižnicah leta 2019.[2]
- Največkrat izposojena knjiga nasploh v slovenskih knjižnicah leta 2020.[3]
- Najbolje prodajana Beletrinina knjiga vseh časov. [1]
- Pisateljica Bronja Žakelj, avtorica knjige, je do leta 2022 dala že več kot 60 intervjujev in bila gostja na več kot 60 literarnih večerih.[1]

## Izdaje in prevodi
- Bronja Žakelj: Belo se pere na devetdeset Ljubljana: Beletrina, 2018. 1. natis
- Bronja Žakelj: Belo se pere na devetdeset Ljubljana: Beletrina, 2018. 2. natis
- Bronja Žakelj: Belo se pere na devetdeset Ljubljana: Beletrina, 2019, 3. natis
- Bronja Žakelj: Belo se pere na devetdeset Ljubljana: Beletrina, 2019, 4. natis
- Bronja Žakelj: Belo se pere na devetdeset Ljubljana: Beletrina, 2019, 5. natis
- Bronja Žakelj: Belo se pere na devetdeset Ljubljana: Beletrina, 2019, 6. natis
- Bronja Žakelj: Belo se pere na devetdeset Ljubljana: Beletrina, 2020, 7. natis
- Bronja Žakelj: Belo se pere na devetdeset Ljubljana: Beletrina, 2021, 8. natis
- Bronja Žakelj: Belo se pere na devetdeset Ljubljana: Beletrina, 2022, 9. natis
- Bronja Žakelj: Belo se pere na devetdeset (elektronski vir) Ljubljana: Beletrina, 2018
- Bronja Žakelj: Belo se pere na devetdeset (elektronski vir: zvočna knjiga) Ljubljana: RTV Slovenija, 2019
- Bronja Žakelj: Bjaloto se pere na devetdeset Sofija: Matkom, 2021
- Bronja Žakelj: Bijelo se pere na devedeset Zagreb: Ljevak 2020
- Bronja Žakelj: Il bianco si lava a novanta  Udine: Bottega errante, 2019

## Priredbe
V začetku leta 2022 so mediji objavili, da bo režiser Marko Naberšnik režiral film, ki bo nastal po knjižni predlogi Belo se pere na devetdeset. S snemanjem so začeli v prvi polovici leta 2024; v filmu bodo med drugim nastopili Lea Cok, Jurij Zrnec, Tjaša Železnik, Iva Kranjc Bagola. Pri scenariju je sodelovala tudi avtorica romana.